# Erioptera regina
Erioptera regina is een tweevleugelige uit de familie Limoniidae. De soort komt voor in het Oriëntaals gebied.